# Kathryn Plummer
Kathryn Rose Plummer Boden (Long Beach, 16 de outubro de 1998) é uma jogadora de voleibol dos Estados Unidos, que atua na posição de oposta.

## Início da vida
Plummer nasceu de Kevin e Michelle Plummer e cresceu em Aliso Viejo, Califórnia. Ela estudou na Aliso Niguel High School, onde jogou vôlei e se formou em 2016.

## Carreira
Plummer foi fortemente recrutada no ensino médio, recebendo sua primeira oferta de bolsa de estudos na 7ª série. Ela finalmente selecionou Stanford com uma bolsa de estudos completa para atletas. Enquanto estava em Stanford, ela ajudou Stanford a ganhar campeonatos nacionais da NCAA em 2016, 2018 e 2019. Ela foi nomeada para o time de todos os torneios da NCAA em todos os três anos e ganhou o prêmio de Jogadora Mais Destacada em 2018 e 2019. Como caloura, ela ganhou o prêmio de Caloura Nacional do Ano pela AVCA e, em 2017 e 2018, foi nomeada Jogadora Nacional do Ano.
Em 30 de dezembro de 2019, Plummer assinou seu primeiro contrato profissional com o time italiano Saugella Team Monza. Ela fez sua estreia na Série A em 19 de janeiro na derrota do Monza por 3 a 2 contra o Zanetti Bergamo, na qual entrou como substituta e marcou 9 pontos. Ela foi a artilheira na virada das quartas de final da Copa da Itália do Monza sobre Igor Gorgonzola Novara e desempenhou um papel fundamental para que sua equipe chegasse à sua segunda final da Copa da Itália, onde acabou sendo derrotada por Unet E-Work Busto Arsizio nas semifinais. Na Copa CEV, Plummer jogou apenas na derrota do Monza por 3 a 1 na segunda mão das oitavas de final contra o Dínamo Kazan, que os eliminou da competição.
Em 2 de outubro de 2020, Plummer assinou com a Denso Airybees. Em 18 de junho de 2021, Plummer assinou com a Imoco Volley. Em 10 de maio de 2024, o clube turco Eczacıbaşı Dynavit anunciou a adição de Plummer ao seu elenco.
Em maio de 2021, Plummer foi nomeada para a lista de 18 jogadoras para o torneio da Liga das Nações de Vôlei da FIVB. que foi disputado de 25 de maio a 24 de junho em Rimini, Itália. Ela liderou o time com 14 mortes e dois bloqueios em sua estreia, quando varreu a República Dominicana na partida de abertura do time dos EUA. Nos Jogos Olímpicos de Verão de 2024, integrou a equipe vice-campeã olímpica dos Estados Unidos.